# Hans Schafranek

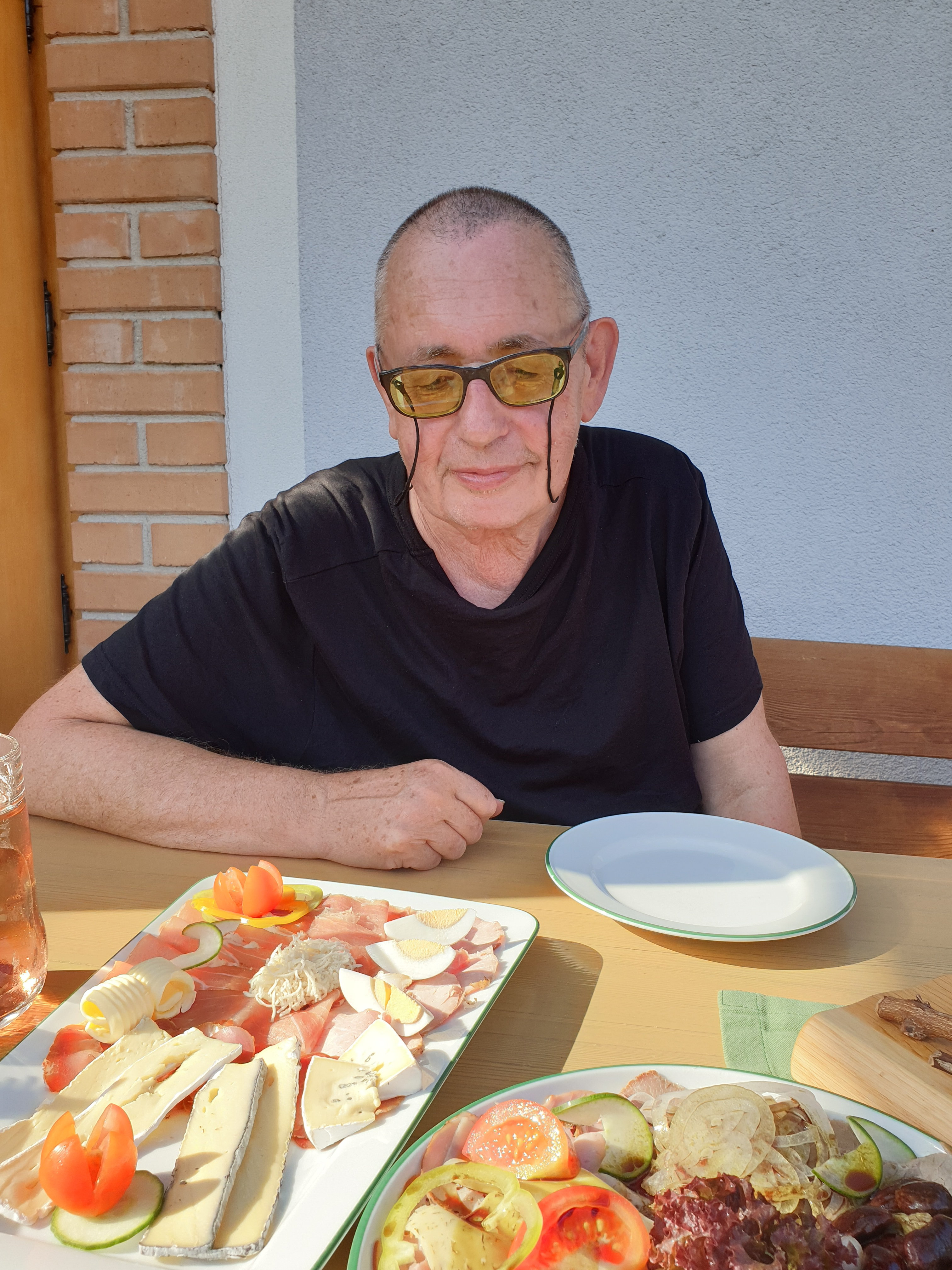
Hans Schafranek (2019)

Hans Schafranek (* 5. August 1951 in Schärding, Oberösterreich; † 13. Oktober 2022 in Wien) war ein österreichischer Zeithistoriker und Publizist.

## Leben
Hans Schafranek studierte an der Universität Wien Neuere Geschichte und wurde im März 1987 zum Dr. phil. promoviert. Die ausgedehnten Forschungen zu seiner dreibändigen Dissertation Kurt Landau und der Bolschewismus. Umrisse einer politischen Biographie wurden als Buch publiziert. Seine Forschungen führten ihn zwischen 1977 und 1982 zu jeweils längeren Aufenthalten in Mexico, USA, Spanien, Niederlande, Frankreich, Belgien, Schweiz, BRD, wo er in zahlreichen Archiven forschte. Ein Fulbright-Stipendium (1981) ermöglichte ihm einen viermonatigen Aufenthalt an der Harvard-University, wo er als einer der ersten europäischen Historiker den bis 1980 für die Forschung gesperrten Nachlass von Leo Trotzki bearbeitete und die darin befindlichen „Austriaca“ für die Forschung erschloss.
Ab 1982 war Schafranek – mit zeitweiligen Unterbrechungen – als freier Mitarbeiter des Dokumentationsarchivs des österreichischen Widerstandes (DÖW) tätig. Gemeinsam mit Barry McLoughlin bearbeitete er für das DÖW auch einen 800-seitigen, 1999 publizierten Dokumentenband über das Exil von Österreichern in der Sowjetunion.
Ab 1970 lebte Hans Schafranek in Wien, ab 2012 auch in Berlin. Am 13. Oktober 2022 starb Hans Schafranek in Wien.

## Forschungsprojekte (Auswahl)
Nach dem Abschluss seiner Dissertation führte Schafranek zahlreiche wissenschaftliche Forschungsprojekte durch, die vornehmlich folgende thematische Schwerpunkte umfassten:
- Vergleichende Diktaturforschung (KZ – GULag; Hitler-Stalin-Pakt)
- Exil und stalinistischer Terror in der UdSSR
- Moskauer Schauprozesse 1936–1938
- Schutzbundkinder
- Spanischer Bürgerkrieg
- Sowjetische Funk- und Fallschirmagenten 1941–1945 (Projekt der VW-Stiftung)
- Nachrichtendienste im Zweiten Weltkrieg
- Nationalsozialismus in Österreich (schwerpunktartig 1933–1938)
- Österreichische Legion 1933–1938 (Organisationsgeschichte, Sozialstruktur, Biografien)
- Regionalgeschichtliche Aspekte zur Österreichischen Legion (Salzburg[3], Oberösterreich[4], Steiermark[5], Niederösterreich)
- Nationalsozialistische Fememorde[6][7][8]
- Gestapo-Spitzel 1938–1945: Projekt des Fonds zur Förderung der wissenschaftlichen Forschung (FWF), 2007–2009
- Illegale österreichische SS[9][10][11]
- Niederösterreichische NS-Täter (Kreisleiter, SS-Angehörige, Legionäre)
- Transnationaler Widerstand gegen den Nationalsozialismus im Zweiten Weltkrieg

Aus diesen und etlichen weiteren Projekten sind 16 Buchpublikationen und über 70 wissenschaftliche Aufsätze hervorgegangen. Sie basieren auf Forschungen in etwa 60 europäischen und amerikanischen Archiven.

## Neue Erkenntnisse zum NS-Putsch im Juli 1934
Jahrzehntelang ging die Forschung davon aus, der SS-geführte Putsch in Wien (d. h. die Besetzung des Bundeskanzleramtes, die Ermordung des Bundeskanzlers Dollfuß und die Erstürmung der Radiosendestation RAVAG) und die SA-Aufstände bzw. Aufstandsversuche in „den“ Bundesländern (ca. 250 Todesopfer) seien zwei weitestgehende selbständige, kaum miteinander verbundene Unternehmen gewesen. Diese Sichtweise berücksichtigte zwar die seit langem bekannten Konflikte zwischen der österreichischen SA-Führung (seit dem NSDAP-Verbot Juni 1933 in München) und der NSDAP-Landesleitung Österreich (ebenfalls im Münchener Exil) sowie der SS, völlig unzutreffend war Schafranek zufolge jedoch die Einschätzung der Interessenlage regionaler SA-Führungen, d. h. die stillschweigende Annahme eines einheitlichen Blocks in allen österreichischen Bundesländern. Tatsächlich war dies keineswegs der Fall.
Mit seinem 2006 erschienenen Buch Sommerfest mit Preisschießen und kleineren Publikationen in der Folge legte Schafranek, vor allem gestützt auf Dokumentenfunde im Bundesarchiv, eine weitgehende Neuinterpretation des fehlgeschlagenen Putschversuchs der österreichischen Nationalsozialisten vor, bei der vor allem das politische „Kräfteparallellogram“ von vier NS-Fraktionen (österreichische SA-Führung im Münchener Exil, Landesleitung Österreich der NSDAP, SS in Österreich, Steirischer Heimatschutz) und deren Putschvorbereitungen im Fokus der Untersuchung standen. Deren Ergebnisse lassen sich folgendermaßen resümieren:
Der Juliputsch der österreichischen Nationalsozialisten war der erste staatliche Umsturzversuch einer illegalen Bewegung, der mit Hilfe moderner Kommunikationsmittel – d. h. durch Stichworte in einer Radiomeldung (SS) und durch Funkverkehr (SA) – ausgelöst, gesteuert und koordiniert werden sollte.
Zwischen der NSDAP-Landesleitung Österreich, der Wiener SS und den Leitern des Steirischen Heimatschutzes (Hanns Albin Rauter, Konstantin Kammerhofer, August Meyszner), die diese faschistische Formation im Frühjahr 1934 in die SA überführten, kristallisierte sich bereits kurz nach der Vereinigung der beiden Organisationen ein geheimes Bündnis heraus, während die Beziehungen der ehemaligen Heimatschützer zur österreichischen SA-Führung in München (Reschny) eher gespannt und von Kommunikationsdefiziten geprägt waren. Die seit Ende Juni 1934 zügig vorangetriebenen Putschvorbereitungen dieser Koalition, zu der auch der Steirische Landbund und die Gauleitung Tirol der NSDAP zu rechnen sind, blieben der österreichischen SA-Führung weitestgehend oder vollständig verborgen. Die Führung der SA-Standarte 27 (Graz Land) etwa, die loyal zu Reschny stand, wurde an der Kommunikation (Funk, Kuriere) mit „München“ systematisch gehindert, die Standarte selbst beim Aufstand regelrecht „abgehängt“.
Am 25. Juli 1934 erfolgte um 13 Uhr, gleichzeitig mit der Besetzung des Bundeskanzleramtes, die von den Wiener RAVAG-Putschisten gesendete Mitteilung vom angeblichen Rücktritt des Bundeskanzlers Dollfuß. Diese kurze Meldung war das Aviso für das „eigentliche“ Signal (Stichwort „Elementarereignis eingetreten“) zum Beginn des Aufstandes in der Steiermark. Obwohl das Stichwort ausblieb, traten bereits ab 14 Uhr in der Steiermark Tausende SA-Leute in Aktion. Dieser Aufstand bedeutete eine direkte Unterstützung der Wiener SS-Putschisten und war mit diesen eng koordiniert. Dieselbe Funktion hatte die Ermordung eines hohen Polizeibeamten in Innsbruck (ebenfalls um 14 Uhr) durch einen SS-Terroristen im Auftrag der Tiroler Gauleitung.
Die Obergruppe XI der SA (Reschny, Kirchbach) plante, nach einer gewaltigen Eskalation des bis dahin praktizierten Sprengstoffterrors, im Herbst 1934 einen bewaffneten Aufstand auszulösen, da die Ausrüstung und Bewaffnung der „Illegalen“ im Sommer noch nicht abgeschlossen war. Sie beabsichtigte jedoch keineswegs, einen SS-geführten Putsch zu unterstützen.
Die österreichische SA-Führung wurde durch das unerwartete und scheinbar „spontane“, in Wirklichkeit durch die Landesleitung gelenkte Losschlagen der steirischen SA vollkommen überrascht, da sie kurz zuvor ein solches Losschlagen an ein funktechnisches Placet der Obergruppe XI gebunden hatte.
Nach heftigem Beschuss kapitulierten die RAVAG-Putschisten, und um 16 Uhr dementierte der österreichische Rundfunk die Mitteilung über den angeblichen Rücktritt von Bundeskanzler Dollfuß, der um 15.45 Uhr seinen Verletzungen erlag. Damit war bereits ein wesentlicher Teil des SS-geführten Putsches gescheitert, von Rintelen als „designiertem“ neuen Bundeskanzler war keine Rede. Als sich wenig später auch die Niederlage der Kanzleramtsputschisten abzeichnete und g l e i c h z e i t i g der in seinem organisatorischen Ursprung, der Zielsetzung und dem politischen Kontext (siehe oben) seitens der österreichischen SA-Führung völlig „missverstandene“ Aufstand der steirischen SA stark verbreiterte und zunächst größere Erfolge erzielte, alarmierte Reschny die in Bayern stationierte Österreichische Legion (18 Uhr). Alle weiteren, scheinbar unverständlichen Schritte des österreichischen SA-Führers erfolgten nicht t r o t z des desaströsen Ausgangs der Wiener Ereignisse, sondern im Gegenteil gerade i n f o l g e des Scheiterns der verhassten SS-Konkurrenten.
Da die SA-Funkverbindung zwischen München und Wien nicht funktionierte, wurden die Brüder Hans und Franz Hiebl am Abend des 25. Juli von München als Kuriere mit dem SA-Aufstandsplan, der als „Kollerschlager Dokument“ bekannt wurde, nach Wien entsandt. Franz Hiebl wurde unmittelbar nach dem illegalen Grenzübertritt bei Kollerschlag verhaftet, während sein Bruder, auch dies eine neue Erkenntnis des Autors, sich nach Wien durchschlagen konnte und am 26.7. um 7 Uhr morgens den SA-Aufstandsplan samt Chiffrenschlüssel auftragsgemäß bei SA-Obersturmbannführer Fritz Hamburger ablieferte. Allerdings sahen Fritz Hamburger und der Wiener SA-Führer Oskar Türk keinen unmittelbaren Handlungsbedarf, umso weniger, als die Polizei und das Bundesheer die Situation vollständig unter Kontrolle hatten und bereits Hunderte Nationalsozialisten verhaftet worden waren. Unter diesen Umständen hätte eine „Aktion“ der schlecht ausgerüsteten Wiener SA-Leute (18 Prozent verfügten über Handfeuerwaffen) einen kollektiven Selbstmord bedeutet. (Oskar Türk flüchtete am 4. August 1934 ins Deutsche Reich, Fritz Hamburger wurde 1935 zu lebenslänglichem Kerker verurteilt und infolge des „Berchtesgadener Abkommens“ im Februar 1938 amnestiert).
Die Entsendung der Gebrüder Hiebl bedeutete den Beginn einer in dieser Form nicht geplanten, in kürzester Zeit improvisierten ad-hoc-Offensivstrategie, die sich auch in entsprechenden Funkbefehlen zum bewaffneten Aufstand („Sommerfest mit Preisschießen“) an die SA-Brigaden in Kärnten (22 Uhr), Oberösterreich, Tirol und Salzburg niederschlug. Infolge der von Regierungsseite ergriffenen Gegenmaßnahmen verzögerte sich das Eintreffen der zuvor erwähnten e n t s c h l ü s s e l t e n Funkbefehle beträchtlich, was – neben der mangelnden Bereitschaft, in einer aussichtslosen Situation einen bewaffneten Kampf gegen einen wohlgerüsteten Gegner zu beginnen (Salzburg, Tirol) – auch die Ungleichzeitigkeit der SA-geführten Erhebungen (25.-27. Juli) erklärt.
Die von der SA-Obergruppe XI eingeschlagene Offensive hatte zunächst (auch) eine militärtaktische Entlastungsfunktion zugunsten der 12.000 steirischen Aufständischen, die, wie zuvor dargelegt, für eine andere NS-Fraktion „instrumentalisiert“ worden waren. Reschnys Initiative entwickelte sich jedoch gleichzeitig zum Kampf um die Staatsmacht in Österreich, wobei man, zumindest indirekt, im Falle eines siegreichen Ausgangs, auch die SS im Deutschen Reich erheblich zu schwächen suchte. Der Erfolg einer solchen ad-hoc-Konzeption hätte – zumindest im Verständnis Reschnys – möglicherweise auch bedeutet, den 30. Juni 1934, d. h. die Entmachtung der deutschen SA, „rückgängig“ zu machen, mit weitreichenden Konsequenzen für die politische Entwicklung in der Frühphase des NS-Regimes. Die zuletzt angesprochene These formulierte Schafranek sehr vorsichtig, da es dafür, wie von ihm selbst betont, keine empirischen Belege gibt.

## Publikationen

### Bücher
- Wer waren die niederösterreichischen Nationalsozialisten? Biografische Studien zu NSDAP-Kreisleitern, SA und SS (= Forschungen zur Landeskunde von Niederösterreich. 42). Selbstverlag des Vereins für Landeskunde von Niederösterreich, St. Pölten 2020, ISBN 978-3-901234-35-4.
- Widerstand und Verrat. Gestapospitzel im antifaschistischen Untergrund 1938–1945. Verlag Czernin, Wien 2017, ISBN 978-3-7076-0622-5 (2. Auflage, Wien 2020).
- Vom NS-Verbot zum „Anschluss“. Steirische Nationalsozialisten 1933–1938 (gem. hrsg. mit Herbert Blatnik). Czernin Verlag, Wien 2015.
- Söldner für den Anschluss. Die Österreichische Legion 1933–1938. Verlag Czernin, Wien 2011, ISBN 978-3-7076-0331-6.
- Sommerfest mit Preisschießen. Die unbekannte Geschichte des NS-Putsches im Juli 1934. Verlag Czernin, Wien 2006, ISBN 978-3-7076-0081-0 (Rezension von Wolfgang Neugebauer bei Die Presse).
- Krieg im Äther. Widerstand und Spionage im Zweiten Weltkrieg (gem. hrsg. mit Johannes Tuchel). Picus Verlag, Wien 2004.
- Österreicher im Exil: Sowjetunion 1934–1945. Eine Dokumentation von Barry McLoughlin und Hans Schafranek (Hrsg. Dokumentationsarchiv des Österreichischen Widerstandes), Wien 1999.
- Kinderheim Nr. 6. Österreichische und deutsche Kinder im sowjetischen Exil. Verlag Döcker, Wien 1998, ISBN 3-85115-265-4.
- Aufbruch – Hoffnung – Endstation. Österreicherinnen und Österreicher in der UdSSR 1925–1945 (gem. mit Barry McLoughlin und Walter Szevera). Verlag für Gesellschaftskritik, Wien 1997.
- Strategie des Überlebens. Häftlingsgesellschaften in KZ und GULag (gem. hrsg. mit Robert Streibel), Picus Verlag, Wien 1996.
- „Ich habe den Tod verdient“. Schauprozesse und politische Verfolgung in Mittel- und Osteuropa 1945–1956. Wien 1991 (gem. hrsg. mit Wolfgang Maderthaner und Berthold Unfried).
- Die Betrogenen. Österreicher als Opfer stalinistischen Terrors in der Sowjetunion. (Hrsg.) Picus Verlag, Wien 1991.
- 22. Juni 1941. Der Überfall auf die Sowjetunion (gem. hrsg. mit Robert Streibel). Picus Verlag, Wien 1991.
- Der Hitler-Stalin-Pakt. Voraussetzungen, Hintergründe, Auswirkungen (gem. hrsg. mit Gerhard Bisovsky und Robert Streibel). Picus Verlag, Wien 1990.
- Zwischen NKWD und Gestapo. Die Auslieferung deutscher und österreichischer Antifaschisten aus der Sowjetunion an Nazideutschland 1937–1941. Verlag ISP, Frankfurt 1990, ISBN 3-88332-181-8.
- Das kurze Leben des Kurt Landau. Ein österreichischer Kommunist als Opfer der stalinistischen Geheimpolizei. Verlag für Gesellschaftskritik, Wien 1988, ISBN 3-900351-90-2.
- Der Februar 1934 in Wien. Erzählte Geschichte (gem. mit Irene Etzersdorfer), Wien 1984.

### Aufsätze in Fachzeitschriften, Sammelbänden, Jahrbüchern etc. (Auswahl)
- Antonie Lehr – eine biographische Skizze. In: Mitteilungen der Alfred Klahr Gesellschaft, 29. Jg. / Nr. 4, Dezember 2022, S. 1–8 (klahrgesellschaft.at [PDF]).
- Abraham und Ruvin Sobolevicius: Zwei sowjetische Agenten in den USA. In: Zeitschrift für Geschichtswissenschaft (ZfG), 70. Jahrgang Berlin 2022, 11_2022,  ISSN 0044-2828, S. 907–928.
- Ernst Fischer und die stalinistischen „Säuberungen“. In: Zeitschrift für Geschichtswissenschaft, Berlin, Nr. 11/2020, S. 944–959.
- Österreicher und Österreicherinnen im französischen Widerstand gegen die deutsche Besatzung: Der „Travail Allemand“ (TA). In: DÖW (Hrsg.): Jahrbuch 2020, S. 287–325.
- In der „Hölle von Breendonk“. Opfer – Täter – Kollaborateure. Deutsche in einem belgischen Polizeihaftlager 1940–1944. In: Zeitschrift für Geschichtswissenschaft. Nr. 2/2019, S. 118–138.
- In der „Hölle von Breendonk“. Eine Leerstelle der Erinnerungskultur: Österreicher im belgischen SS-Auffanglager Breendonk. In: DÖW (Hrsg.): Jahrbuch 2019.
- Die Infiltration des antifaschistischen Widerstandes in Niederösterreich durch V-Leute der Gestapo. In: DÖW (Hrsg.): Fanatiker. Pflichterfüller. Widerständige. Wien 2016, S. 13–50.
- Das 4. illegale Zentralkomitee der KPÖ 1942 – ein Konstrukt der Wiener Gestapo. In: Jahrbuch für Historische Kommunismusforschung. 2016, Berlin 2016, S. 131–147.[13]
- Österreichische Spanienkämpfer in der Fremdenlegion und in den Prestataires-Kompanien. In: Lucile Dreidemy u. a. (Hrsg.): Bananen, Cola, Zeitgeschichte. Oliver Rathkolb und das lange 20. Jahrhundert. Band I. Wien/Köln/Weimar 2015, S. 372–382.
- Die „Anti-Hitler-Bewegung Österreichs“ und die „Anti-Hitler-Bewegung der Ostarbeiter“ im Widerstand gegen das NS-Regime 1942–1944. In: Dokumentationsarchiv des österreichischen Widerstandes (Hrsg.): Feindbilder (= Jahrbuch 2015). Wien 2015, S. 229–258.
- Frauen im Widerstandsnetzwerk um Karl Hudomalj. Die „Anti-Hitler-Bewegung Österreichs“ 1942–1944. In: Jahrbuch für Historische Kommunismusforschung 2015. Berlin 2015, S. 17–38.
- Die steirischen Angehörigen der Österreichischen Legion: Regionale und lokale Herkunft, Alters- und Berufsstruktur, NSDAP- und SA-Mitgliederentwicklung, Führungspersonal (Biografien). In: Hans Schafranek, Herbert Blatnik (Hrsg.): Vom NS-Verbot zum „Anschluss“. Steirische Nationalsozialisten 1933–1938. Wien 2015, S. 83–124.
- NS-Fememorde in der Steiermark. In: Ebenda. S. 344–382.
- Biografien steirischer NS-Akteure. In: Ebenda, S. 440–535.
- Oberösterreicher in der Österreichischen Legion. In: Oberösterreich 1918–1938. Band 1 (Hrsg. vom Oberösterreichischen Landesarchiv), Linz 2014, S. 169–222.
- Oberösterreichische Emigranten als Opfer des stalinistischen Terrors in der Sowjetunion. In: Oberösterreich 1918–1938. Band 1. Linz 2014, S. 223–250.
- NS-Fememorde in der Steiermark. In: Vierteljahrshefte für Zeitgeschichte (Hrsg. vom Institut für Zeitgeschichte München). Heft 2/2014, S. 221–245.
- Eine unbekannte NS-Tätergruppe. Biografische Skizzen zu Österreichern in der 8. SSTotenkopf-Standarte (1939–1941). In: Dokumentationsarchiv des österreichischen Widerstandes (Hrsg.): Täter. Österreichische Akteure im Nationalsozialismus. Wien 2014, S. 79–106.
- Wiener Gestapo-Spitzel im Umfeld sowjetischer Funk- und Fallschirmagenten und als Mitbegründer der 4. illegalen Inlandsleitung der KPÖ (1942). In: Zeitgeschichte, 40. Jhg., Heft 6, November/Dezember 2013, S. 323–337.
- Inseln der Solidarität: Lebens- und Überlebensbedingungen im antifaschistischen Untergrund am Beispiel eines kommunistischen Widerstandsnetzes im Bergarbeitermilieu des Ruhrgebiets 1943. In: Alfred Ableitinger, Martin Moll (Hrsg.): License to detect. Festschrift für Siegfried Beer zum 65. Geburtstag (= Schriftenreihe des Instituts für Geschichte, Band 19). Graz 2013, S. 371–397.
- Julius Kornweitz und Leo Gabler – Auslandsemissäre der KPÖ im Visier der Gestapo. In: Dokumentationsarchiv des österreichischen Widerstandes (Hrsg.): Jahrbuch 2011. Wien 2011, S. 185–208.
- Die illegale Tätigkeit von Franz Zielasko im Ruhrgebiet 1943. In: Internationale wissenschaftliche Korrespondenz zur Geschichte der deutschen Arbeiterbewegung, Nr. 4 (2005), S. 450–47?.
- Unternehmen „Nordpol“. Das Englandspiel der deutschen militärischen Abwehr in den Jahren 1942–1944. In: Hans Schafranek, Johannes Tuchel (Hrsg.): Krieg im Äther. Widerstand und Spionage im Zweiten Weltkrieg. Picus-Verlag, Wien 2004, ISBN 3-85452-470-6, S. 247–291.
- Im Hinterland des Feindes. Sowjetische Fallschirmagenten im Deutschen Reich 1942–1944. In: Jahrbuch 1996. Dokumentationsarchiv des Österreichischen Widerstandes, Wien 1996, ISBN 3-901142-27-4, S. 10–40.
- Franz Koritschoner (1892–1941). In: Jahrbuch für Historische Kommunismusforschung 1995. Berlin 1995, S. 239–261.
- Die Internationale Lenin-Schule und der „Fall Reisberg“ (1937). In: Wolfgang Neugebauer (Hrsg.): Von der Utopie zum Terror. Stalinismus-Analysen. Wien 1994, S. 135–156. Auch abgedruckt in: Dokumentationsarchiv des österreichischen Widerstandes (Hrsg.): Jahrbuch 1994. Wien 1994, S. 75–96.
- NSDAP und Sozialisten nach dem Februar 1934. In: Rudolf G. Ardelt, Hans Hautmann (Hrsg.): Arbeiterschaft und Nationalsozialismus in Österreich. Wien/Zürich 1990, S. 91–128.